# Бахча (Шаранський район)
Бахча́ (рос. Бахча, башк. Баҡса) — присілок у складі Шаранського району Башкортостану, Росія. Входить до складу Нуреєвської сільської ради.
Населення — 46 осіб (2010; 53 у 2002).
Національний склад:
- башкири — 85 %